# Lago di Cadagno
Der Lago di Cadagno oder Cadagnosee ist ein alpiner Natursee im Val Piora in der Gemeinde Quinto etwa 8 km östlich von Airolo im Kanton Tessin der Schweiz.
Der See liegt in einer durch glaziale Erosion geschaffenen Mulde des Piora-Hochtals, sein Wasserspiegel etwa 1921 Meter über dem Meeresspiegel. Das gut 400 m breite und doppelt so lange Gewässer hat bei einer Fläche von rund 26 ha eine maximale Tiefe von 21 Metern. Es gehört zu den wenigen meromiktischen Seen, die geogen in Europa entstanden sind, und weist eine dauerhafte Schichtung seines undurchmischten Wasserkörpers auf. Infolge der besonderen Bedingungen dieser Meromixis hat sich im Laufe der Zeit ein limnologisch einzigartiges Ökosystem im Lago di Cadagno entwickelt.

## Geschichteter Wasserkörper
Im Wasserkörper des Lago di Cadagno findet saisonal keine vollständige Durchmischung statt, sondern das Wasser tiefer Schicht bleibt das ganze Jahr über getrennt vom Wasser oberflächennaher Schicht. Grund für diese Meromixis genannte Erscheinung sind die natürlichen Ortsbedingungen, sie ist also geogen. Stabilisiert wird die Schichtung in eine obere sauerstoffreiche (oxische) Zone, das Mixolimnion, und eine untere sauerstoffarme (anoxische) Zone, das Monimolimnion, zunächst physikalisch durch Dichteunterschiede infolge verschiedenen Gehalts an Salzen. Während der oberen Zone elektrolytarmes Oberflächenwasser zufliesst, wird die tiefe Zone von unterseeischen Karstquellen gespeist, deren Wasser fortwährend aus dem Dolomitgestein gewaschene Ionen anliefert. Aufgrund dieser Quellen ist der Lago di Cadagno ein seltenes Beispiel für das natürliche Phänomen eines krenogen (quellenbedingt) meromiktischen Sees. Wegen der damit eingetragenen Substanzen ist die tiefe Schicht dichter, das darüber geschichtete Wasser leichter. Beide Zonen durchmischen sich nicht; eine schmale Zwischenzone, die Chemokline, ist als dritte Schicht ausgebildet.
Die Chemokline findet sich hier in einer Tiefe von 10 bis 13 Metern und weist steile physikalische und chemische Gradienten auf. Diese Übergangszone wird im Lago di Cadagno dicht bewohnt von Bakterien, die Photosynthese betreiben und Schwefel oxidieren. Bis zu 100.000 Zellen pro Milliliter an phototrophen Schwefelbakterien – vorherrschend Purpurbakterien der Gattungen Chromatium und Amoebobacter – bilden innerhalb der physikalisch-chemisch definierten Zone einen biologisch bestimmbaren, 1–2 Meter dicken Schichtbereich. Diese planktonischen Proteobakterien schirmen das anoxische, schwefelhaltige Wasser tieferer Schicht ab und sind Primärproduzenten. Damit ermöglichen sie das Vorkommen anderer Lebensformen in der oberen Schicht des Lago di Cadagno.
Auch der benachbarte grössere Lago Ritóm (Ritomsee) war ein meromiktischer See mit ähnlichem Phänomen, bevor dieser natürliche See durch bauliche Massnahmen für die Energiegewinnung erheblich verändert wurde.

## Wassernutzung
Im Herbst 2005 gerieten die Schweizerische Bundesbahnen (SBB), die das Ritom-Kraftwerk in Piotta betreiben, in Kritik, weil in kurzer Zeit zu viel Wasser aus dem Lago di Cadagno abgelassen wurde, um den benachbarten Ritom-Stausee zu speisen. Einige Vertreter aus der Leventina brachten die Sache bis vor das Kantonsparlament in Bellinzona. Die Kritiker argumentierten, dass die aus dem Lago di Cadagno kommende Wassermenge im Verhältnis zu der im Ritomsee sehr gering sei und zudem ihre Entnahme das Fortbestehen des gesamten Ökosystems im Lago di Cadagno gefährde. Die SBB könnten also durchaus auf das Wasser des Lago di Cadagno verzichten, ohne die Leistung des Kraftwerks zu beeinträchtigen.
Als Folge auf diese Kritiken haben die SBB im Frühling 2006 im Rahmen der Konzessionerneuerungen für den Ritomsee auf die Nutzung des Wassers aus dem Lago di Cadagno verzichtet.

## Forschung
Sowohl der See wie auch dessen Umgebung finden seit rund drei Jahrzehnten zunehmendes Interesse als Gegenstand wissenschaftlicher Forschung und Lehre. Erleichtert werden Untersuchungen dieser Region durch das nahegelegene Zentrum für Alpine Biologie (Centro di biologia alpina di Piora), das ein Labor und Unterkunftsräume bietet. Es ist durch Umbau zweier Gebäude der Alpe di Piora aus dem 16. Jahrhundert entstanden und Aufenthaltsort für zahlreiche Forscher aus Europa und Übersee.
Bereits um 1960 wurden Pollenprofile von Bodenproben des Seeufers und benachbarter Moore beschrieben. Pollenanalytische Studien ergaben Hinweise auf Veränderungen des Bewuchses in dieser Region der Westalpen während des Holozäns, die mit Absenkungen der Durchschnittstemperatur gegen Ende des Atlantikums und zu Beginn des Subboreals in Verbindung stehen und als Piora-Schwankungen bekannt wurden.
Die physikalischen, chemischen und biologischen Verhältnisse des Lago di Cadagno sind hinsichtlich bestimmter geochemischer und mikrobiologischer Fragestellungen näher untersucht worden. Insbesondere die Bedingungen von Wachstum/Vermehrung der Populationen phototropher Schwefelpurpurbakterien in der Zwischenzone (Chemokline) des dreischichtig stratifizierten Gewässers wurden eingehender studiert. Der See gilt als überaus geeignetes Modellsystem, um die Bedeutung schwefeloxidierender – obligat oder fakultativ anaerober – Primärproduzenten in Ökosystemen besser kennenzulernen. Die Verhältnisse in der Übergangszone am Rand zur sauerstofffreien, schwefelhaltigen tieferen Schicht höheren Salzgehalts des Mixolimnions ähneln denen, wie sie vor rund 1,6 Milliarden Jahren an Kontinentalrändern von Ozeanen während des Proterozoikums bestanden haben.